# Modular Multiplication-based Block
In crittografia il MMB è un cifrario a blocchi che è stato presentato da Joan Daemen come sostituto all'IDEA nel 1993. Eli Biham ha trovato diverse carenze nel gestore della chiave, e ciò, aggiunto al fatto che il cifrario non era stato progettato per resistere alla crittanalisi lineare, ha fatto sì che vennero progettati altri cifrari.

## Struttura
Il Modular Multiplication-based opera su blocchi dati di 128 bit e può usare chiavi di lunghezza di 128 bit; ha una struttura denominata rete a sostituzione e permutazione: ci sono infatti 3 passaggi "in avanti" ed 3 passaggi "indietro", per un totale di 6 passaggi.

## Sicurezza
Diversi esperti hanno proposto diversi attacchi su versioni del MMB con un numero ridotto di passaggi. Il più efficiente di questi è quello condotto ad una versione del MARS con 1 passaggio e che sfrutta l'attacco a boomerang: l'attacco permette di violare il cifrario utilizzando 267 testi in chiaro scelti.